# Caryanda yini
Caryanda yini är en insektsart som beskrevs av Mao, B. och G. Ren 2006. Caryanda yini ingår i släktet Caryanda och familjen gräshoppor. Inga underarter finns listade i Catalogue of Life.